# Secrets (album The Human League)
Secrets – album zespołu The Human League wydany w 2001 roku. Płyta była dla grupy powrotem na scenę po kilkuletniej przerwie.

## Lista utworów
1. „All I Ever Wanted”
2. „Nervous”
3. „Love Me Madly?”
4. „Shameless”
5. „122.3 BPM”
6. „Never Give Your Heart”
7. „Ran”
8. „The Snake”
9. „Ringinglow”
10. „Liar”
11. „Lament”
12. „Reflections”
13. „Brute”
14. „Sin City”
15. „Release”
16. „You'll Be Sorry”

## Single
- 2001: „Tell Me When”
- 2003: „Love Me Madly?”